# Collectie Bulskampveld

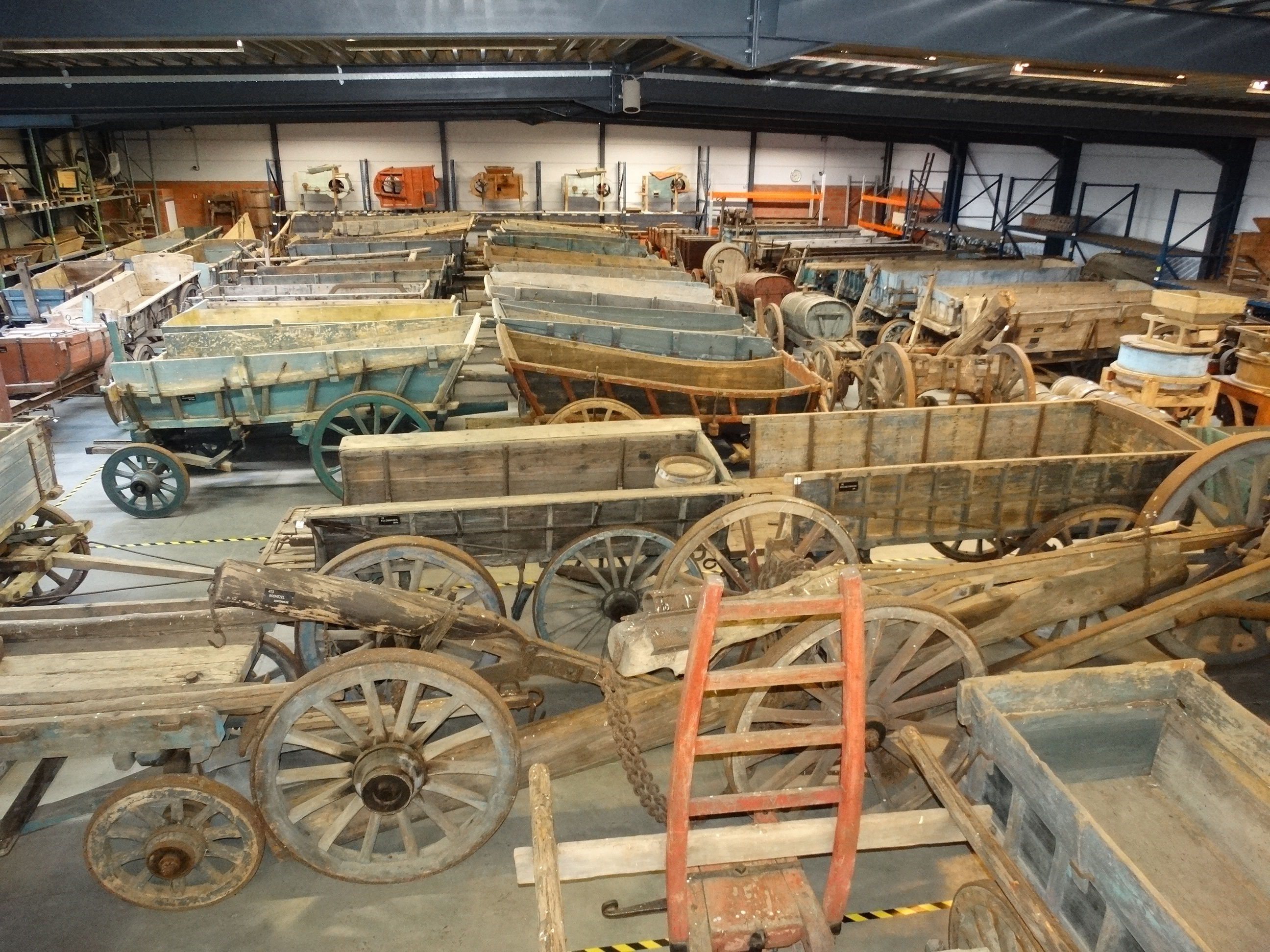
De Collectie Bulskampveld in het depot in Zwevezele (2018)

De Collectie Bulskampveld in de Belgische plaats Zwevezele is een verzameling ruraal erfgoed bestaande uit landbouwvoertuigen, landbouwwerktuigen en ambachtelijk gerief, grotendeels afkomstig uit West-Vlaanderen. 
De verzameling stond van 1982 tot 2016 bekend als 'Provinciaal Museum Bulskampveld'. Dat was het officiële landbouw-, ambachten- en karrenmuseum van de provincie West-Vlaanderen. Het was gelegen in het provinciaal domein Lippensgoed-Bulskampveld in Beernem. Sinds de sluiting van het museum wordt de verzameling Collectie Bulskampveld genoemd. Ze bevat ongeveer 8500 objecten. De oudste stukken dateren van 1840; de meest recente van 1980. 

## Historiek

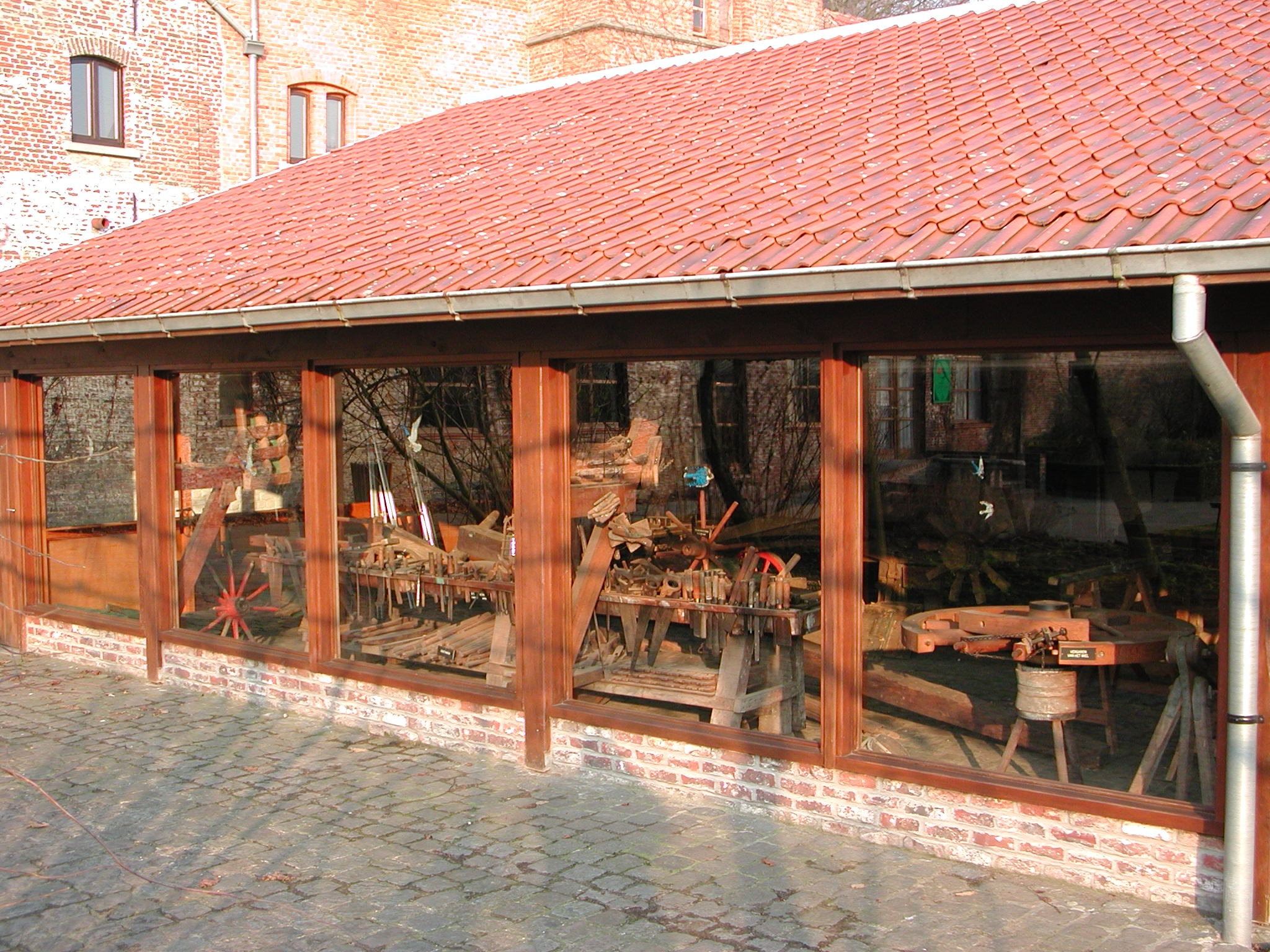
De vroegere wagenmakerij in het Museum Bulskampveld op het provinciedomein Lippensgoed-Bulskampveld (2001)

In 1971 besloot de provincie West-Vlaanderen om een wagen- en karrenmuseum op te richten. De provincie vond het een overheidsopdracht om het landelijk en ambachtelijk erfgoed dat definitief verloren dreigde te gaan, te redden en te bewaren. De nadruk van de collectie lag aanvankelijk op het verzamelen van rollend landbouwmateriaal en trekdierengetuig zoals boerenwagens en -karren. De verworven voorwerpen werden overgebracht naar het provinciaal domein Lippensgoed-Bulskampveld in Beernem. In 1976 werden galerijen tegen de bestaande tuinmuren van het gelijknamige kasteel aangebouwd. Daaronder werden heel wat objecten en werktuigen getoond. Uiteindelijk opende in juni 1982 het museum. De collectie werd uitgebreid dankzij de schenking van een omvangrijke verzameling ambachtelijke werktuigen van een lokale aannemer. Die kregen een plaatsje in de kelder van het kasteel Lippensgoed-Bulskampveld.
De verzameling groeide via aankoop en schenkingen aan met ploegen, eggen, hondenkarren, dorsmachines, boomezels… Gezien de collectiefocus was er in het museum veel aandacht voor het ambacht van wagenmaker. Op het domein werd een wagenmakerij ingericht waar regelmatig demonstraties plaatsvonden. In de jaren 2000 maakten de kelders en de rest van het kasteel Lippensgoed-Bulskampveld plaats voor een natuureducatief- en streekbezoekerscentrum. Het ambachtelijk materiaal werd gestockeerd op de zolder van het kasteel en de bijgebouwen. Daar waren ze niet meer voor het publiek toegankelijk.
In het kader van de overdracht van bevoegdheden van de provincie West-Vlaanderen naar de Vlaamse Overheid na de Vlaamse verkiezingen in 2014 verhuisde de volledige collectie in 2015-2016 van het domein Lippensgoed-Bulskampveld naar een opslagruimte in Zwevezele.

## Beheer
De werking van de collectie richt zich naar behoud en beheer, onderzoek en ontsluiting. Op aanvraag kan de collectie bezocht worden. De collectie staat open voor bruiklenen voor educatieve doeleinden en tentoonstellingen van andere organisaties of musea. Jaarlijks wordt er vanuit de collectie een bepaald thema met bijhorende objecten uitgelicht. Zo is er aandacht geweest voor het ambacht van het lattenklieven (2019), voor de herders en de schapenteelt in de Zwinstreek (2020), het vakmanschap van de wagenmaker (2021) en de geschiedenis van de bosbouw in Vlaanderen (2023).
Sinds de opheffing van het museum in 2016 is de collectie niet meer publiek toegankelijk. Een zeer ruime selectie is digitaal ontsloten via Erfgoedinzicht. 